# Evi Pitscheider
Evi Pitscheider (Corvara in Badia, 10 ottobre 1953) è un'ex sciatrice alpina italiana.

## Biografia
Sciatrice polivalente originaria di Colfosco di Corvara in Badia, la Pitscheider fece parte della nazionale italiana dal 1968 al 1970 e debuttò in campo internazionale in occasione della discesa libera pre-mondiale della Val Gardena del 13 febbraio 1969 (50ª); in Coppa del Mondo esordì il 12 dicembre 1969 a Val-d'Isère in slalom speciale, senza completare la prova, e ottenne un unico piazzamento, il 30 gennaio 1970 a Garmisch-Partenkirchen in discesa libera (29ª). Ai Mondiali di Val Gardena 1970, sua unica presenza iridata, si classificò 17ª nella discesa libera, l'unica gara cui prese parte e suo ultimo piazzamento internazionale; ottenne i suoi ultimi risultati agonistici ai Campionati italiani 1970, disputati nel mese di marzo a San Martino di Castrozza e nei quali la Pitscheider vinse una medaglia in ognuna della specialità previste. Non prese parte a rassegne olimpiche.

## Palmarès

### Campionati italiani
- 5 medaglie[1][6]:
  - 3 argenti (discesa libera, slalom gigante, combinata nel 1970)
  - 2 bronzi (discesa libera nel 1969; slalom speciale nel 1970)